# Samuel Prout

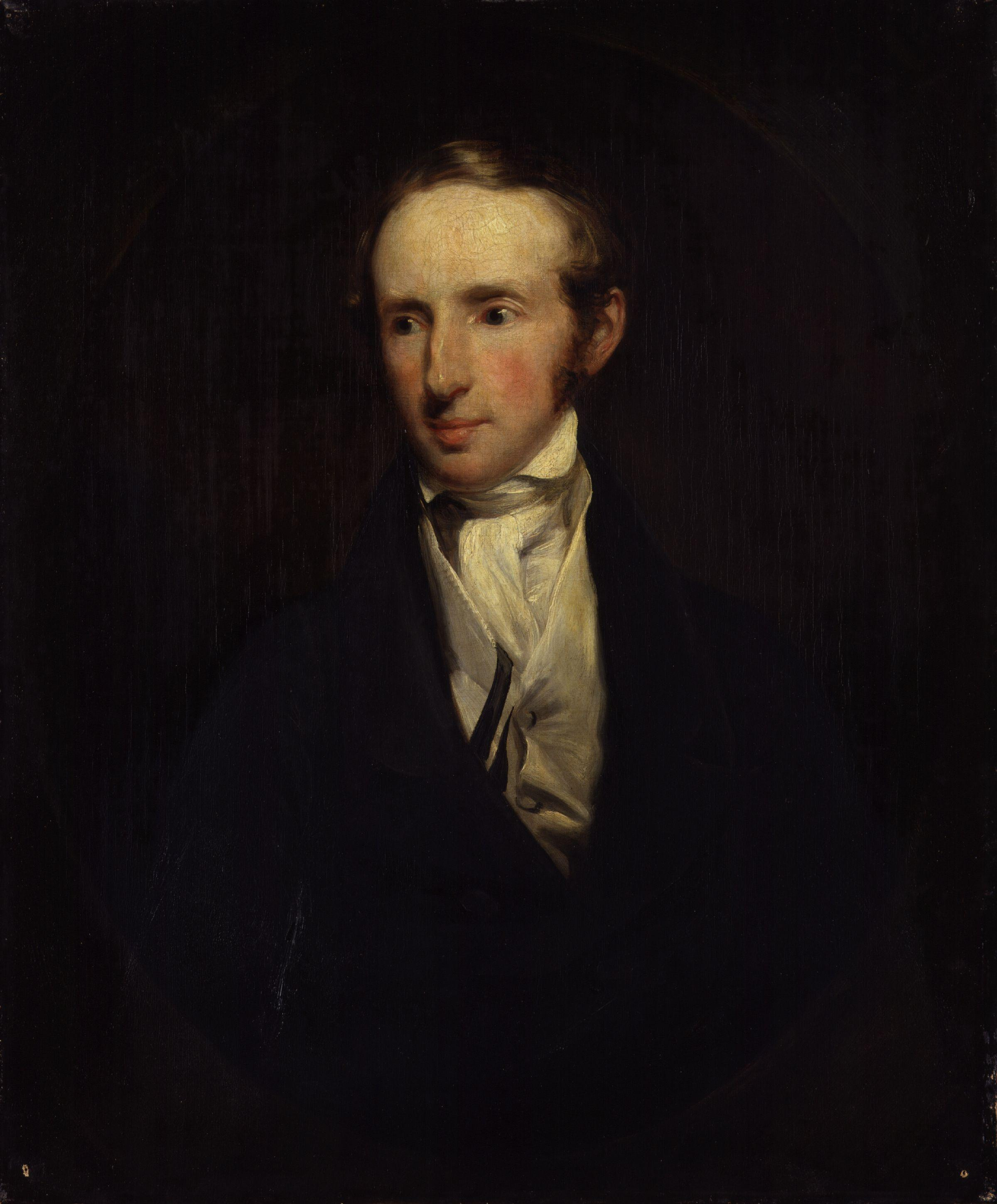
Portret door John Jackson (1831)

Samuel Prout (Plymouth, 17 september 1783 – Londen, 10 februari 1852) was een Engels aquarellist, meester van het architecturale schilderij. Hij reisde door Frankrijk, Duitsland, Italië en de Nederlanden, op zoek naar oude gevels en straatgezichten. In 1829 werd hij hofschilder van koning George IV en daarna van koningin Victoria. John Ruskin, wiens werk door Prout was beïnvloed, schreef in 1844: "Soms heb ik genoeg van Turner, maar nooit van Prout". Prout wordt vaak vergeleken met zijn tijdgenoten Turner, Gainsborough, Constable en Ruskin, die bij hem in de leer waren. Zijn neef is John Skinner Prout.

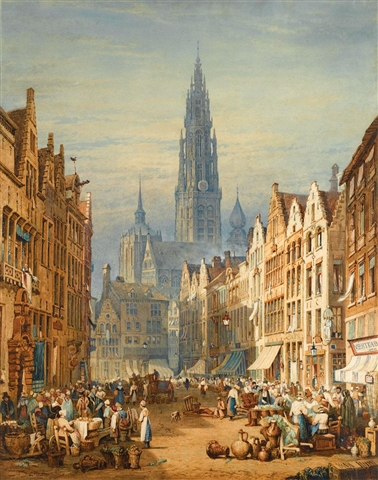
Marktdag (Antwerpen)
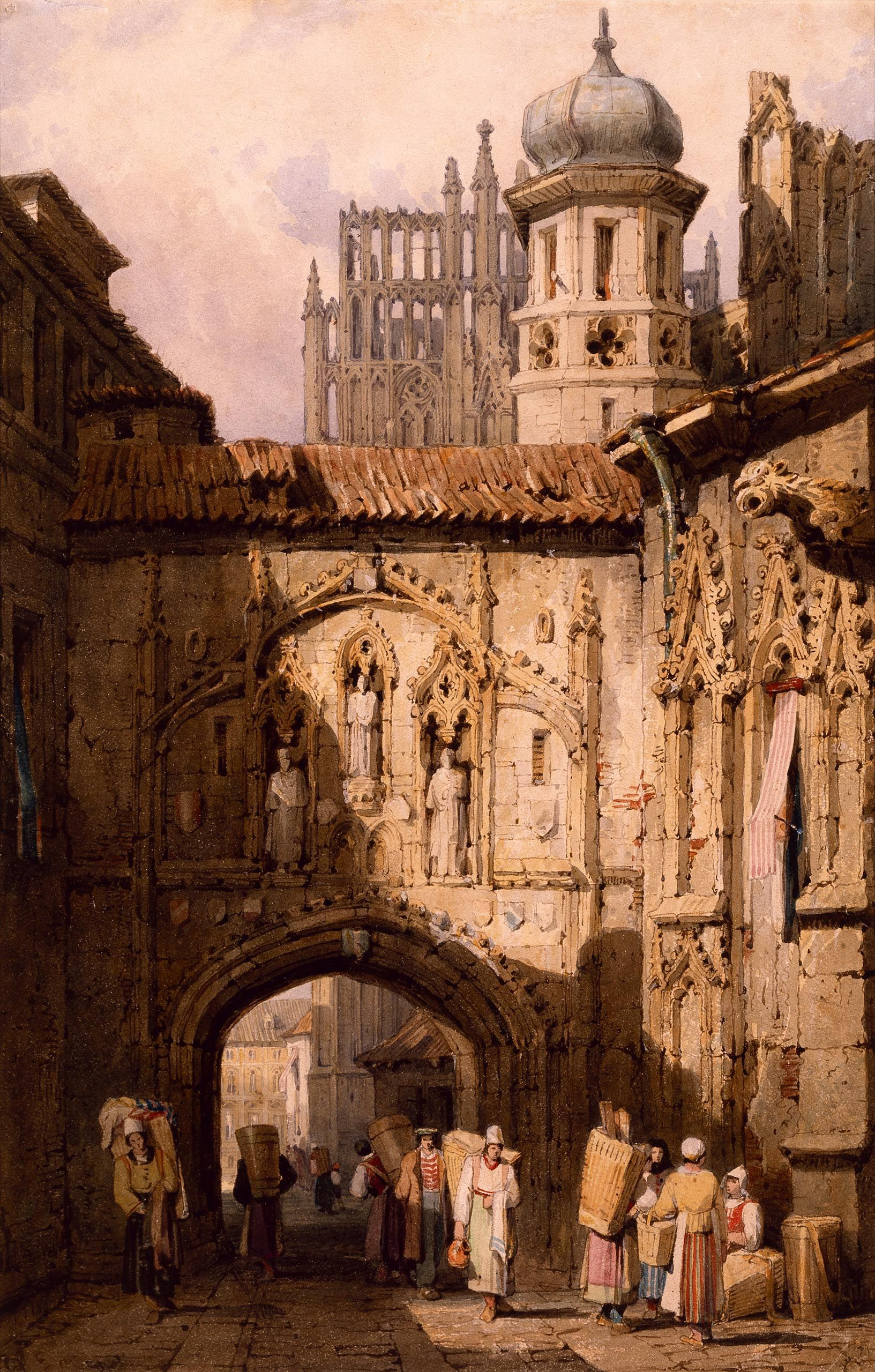
Gezicht in Neurenberg
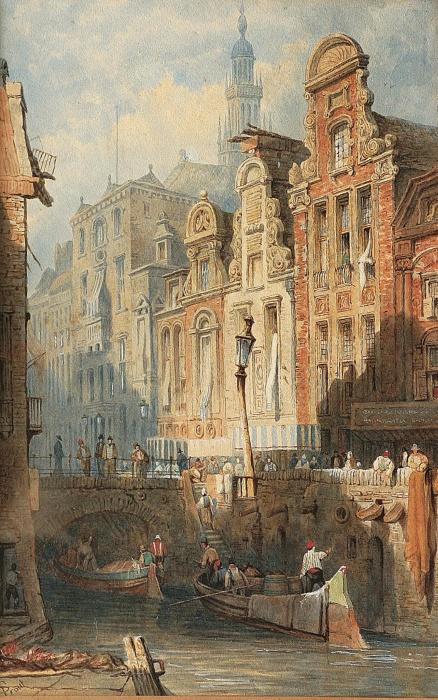
Stadhuis van Utrecht
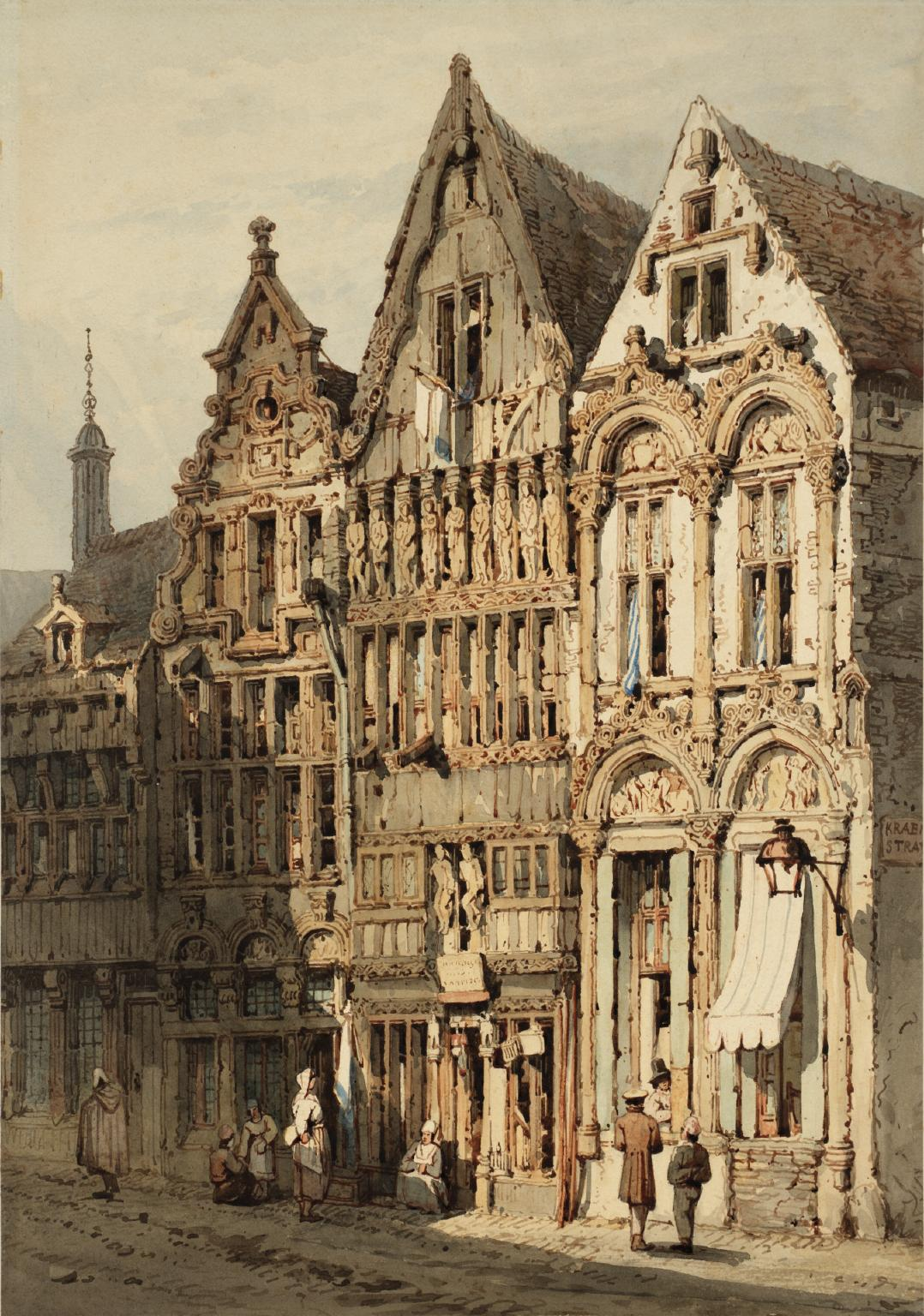
Haverwerf (Mechelen)
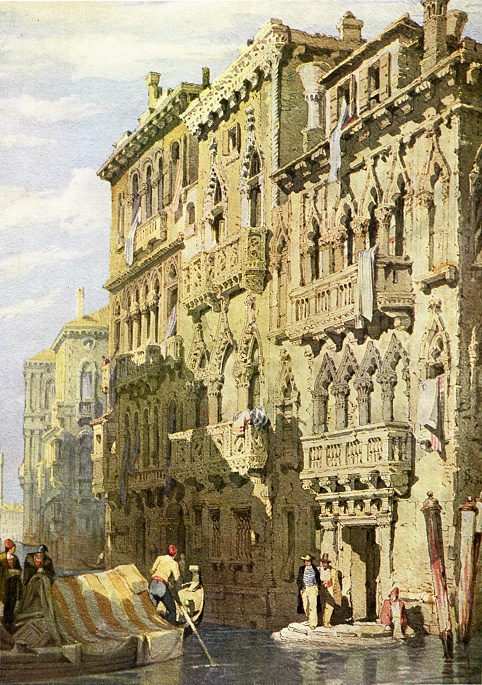
Palazzo Contarini Fasan (Venetië)

## Publicaties
- Picturesque Delineations in the Counties of Devon and Cornwall, 1812
- Prout's Village Scenery, 1813
- Rudiments of Landscape in Progressive Studies, 1813
- Picturesque Studies of Cottages, 1816
- Sketches of the Thames Estuary, 1817
- Marine Sketches, 1820
- Picturesque Buildings in Normandy, 1821
- Views in the North of England, 1821
- Studies from Nature, 1823
- Illustrations of the Rhine, 1824
- Views in Germany, 1826
- Interior and Exteriors, 1834
- Hints on Light and Shadow, 1838
- Prout's Microcosm, 1841